# 芝丸山古墳
芝丸山古墳（しばまるやまこふん）は、東京都港区芝公園にある古墳。形状は前方後円墳。東京都指定史跡に指定されている。

## 概要
芝公園が所在する標高約16メートルの台地先端部に位置し、前方部を南南西に向ける前方後円墳である。
築造は5世紀中頃過ぎ（4世紀後半との説もある）とみられ、墳丘長125メートル（案内板では106メートル前後）という都内では最大級の規模である。江戸時代には後円部頂が崩され、広場になっていたとみられている。
1892年（明治25年）、3年間のヨーロッパ留学を終えた自然人類学者の坪井正五郎は、日本へ帰国する船上、故郷の風景を思い浮かべていると芝公園内にある丸山の高さに不自然さを感じた。1898年（明治31年）に坪井が発掘調査をしたところ、埴輪や須恵器などの遺物を発見した。しかし後円部が削られたため埋葬施設は確認できず、発見された遺物も周囲の小型円墳由来である可能性も否定できなかった。

## 文化財
1925年（大正14年）6月6日の仮指定を経て、1952年（昭和27年）4月1日に都指定史跡に指定された。1955年（昭和30年）3月28日には都指定旧跡に指定されたが、1979年（昭和54年）3月31日に種別変更により再び東京都指定史跡に指定された。

## 規模
- 墳丘長：125メートル（案内板では106メートル前後）
- 前方部前端幅：約40メートル
- 後円部直径：約64メートル
- くびれ部幅：約22メートル

## ギャラリー

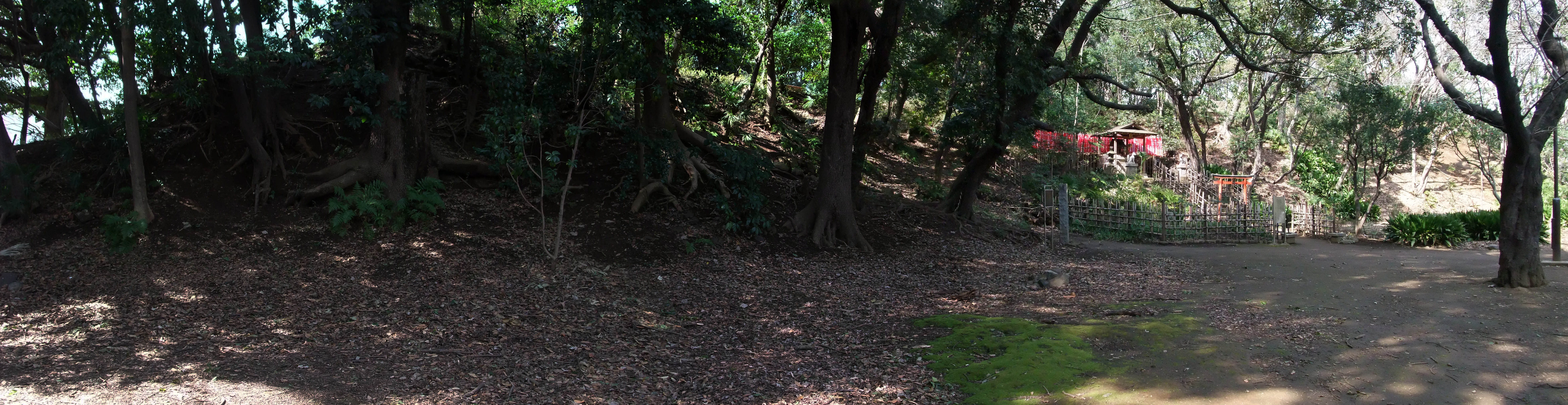
全景（左手前が前方部、右奥が後円部）
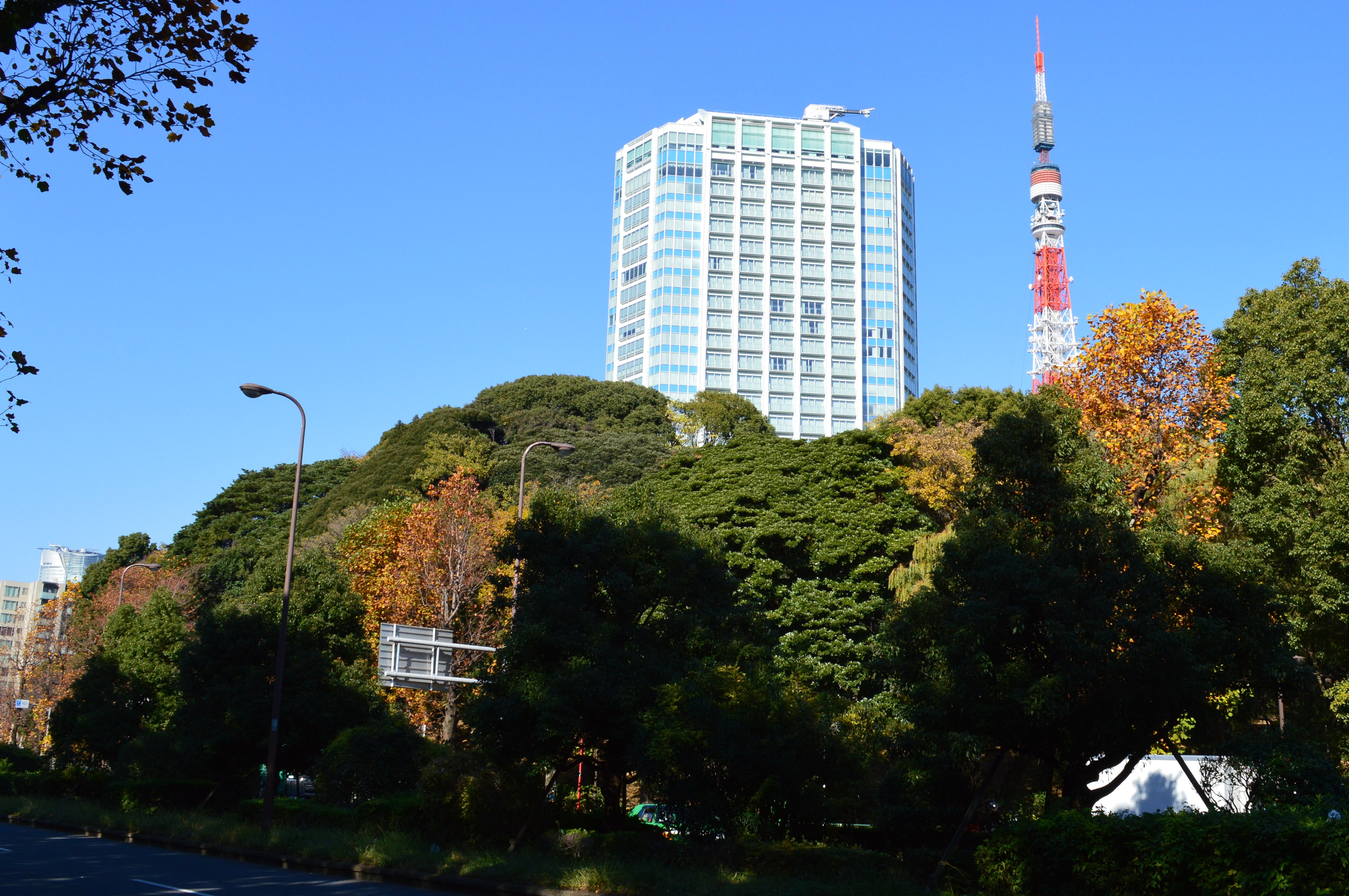
遠景 画像中央左下に位置。都心部の東京タワー近く。
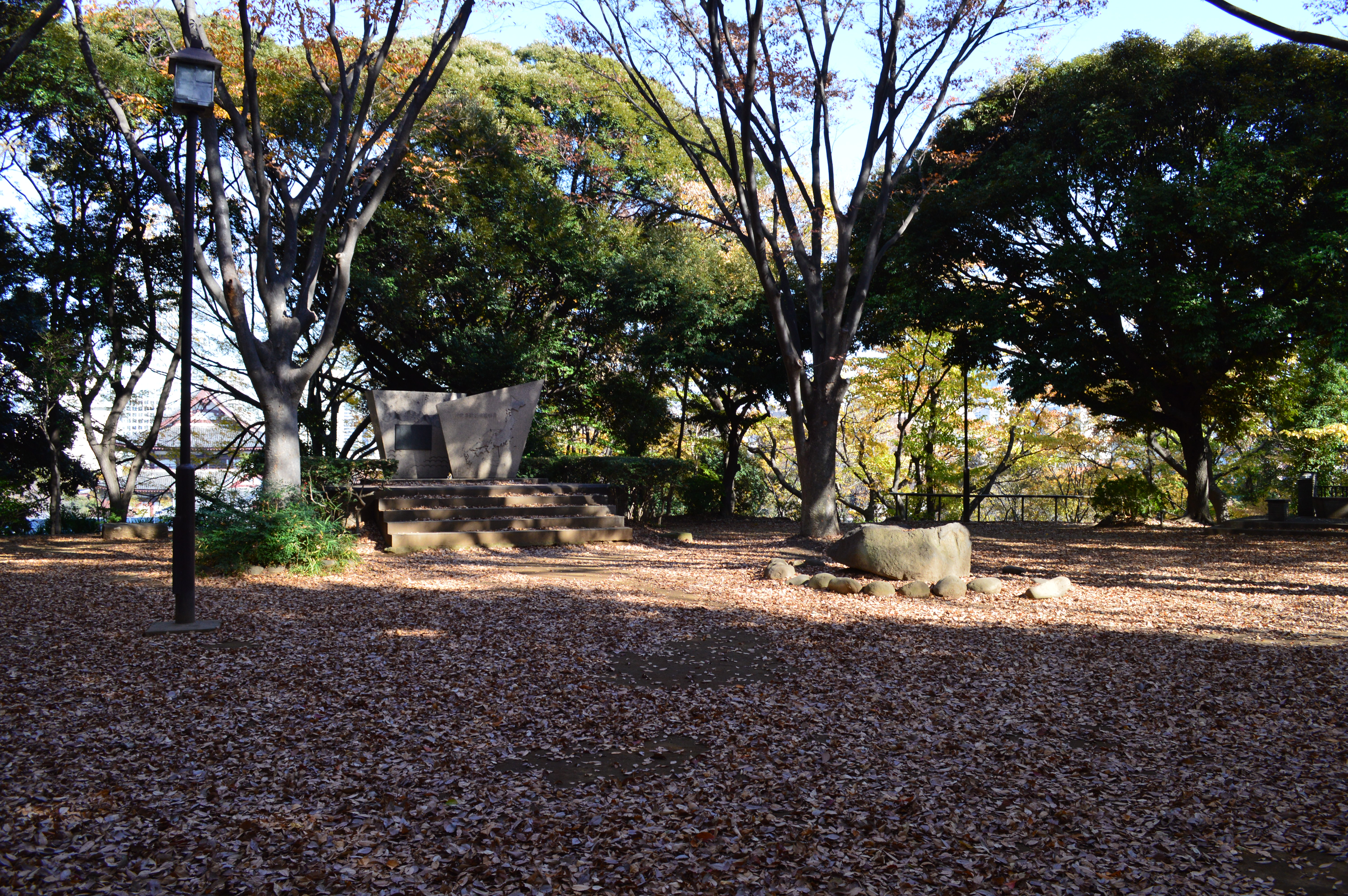
後円部墳頂（削平）